# Athetis satellitia
Athetis satellitia är en fjärilsart som beskrevs av George Francis Hampson 1902. Athetis satellitia ingår i släktet Athetis och familjen nattflyn. Inga underarter finns listade i Catalogue of Life.